# Bitwa pod Old Byland
Bitwa pod Old Byland – starcie zbrojne, które miało miejsce 12 października 1322 roku w trakcie szkockiej wojny o niepodległość. Bitwa zakończyła się zwycięstwem Szkotów i doprowadziła do traktatu w Corbeil. 

## Inwazja Edwarda
Po sukcesach uwielbianego przez swych rodaków króla Roberta I i zamordowaniu Piersa Gavestona, Edward II postanowił odegrać się Szkotom i na czele swej armii postawił Jana Bretońskiego. Po przekroczeniu zatoki Firth of Forth Robert postanowił działać, przebył Solway, zebrał trochę żołnierzy z Argyll i uderzył na Yorkshire.

## Old Byland
Robert ustawił swe siły w następujący sposób: łucznicy z tyłu, piechota w schiltronach, kawaleria na skrzydłach. Jan szturmował od początku: piechota atakowała, łucznicy strzelali. Szkoci jednak rozbili nacierających, a kawaleria uciszyła łuki. Mieszkańcy Alby wygrali.